# Бон-Деспашу (мікрорегіон)

Бон-Деспашу на карті штату Мінас-Жерайс

Бон-Деспашу (порт. Microrregião de Bom Despacho) — мікрорегіон у Бразилії, входить до штату Мінас-Жерайс. Складова частина мезорегіону Центр штату Мінас-Жерайс. Населення становить 159 969 чоловік на 2006 рік. Займає площу 7493,543 км². Густота населення — 21,3 чол./км².

## Склад мікрорегіону
До складу мікрорегіону включені такі муніципалітети:
1. Араужус
2. Бон-Деспашу
3. Доріс-ду-Індая
4. Естрела-ду-Індая
5. Жапараїба
6. Лагоа-да-Прата
7. Леандру-Феррейра
8. Лус
9. Мартінью-Кампус
10. Моема
11. Куартел-Жерал
12. Серра-да-Саудаді

| Бразилія | Це незавершена стаття з географії Бразилії. Ви можете допомогти проєкту, виправивши або дописавши її. |